# Reinhard Sunkel
Reinhard Sunkel (* 9. Februar 1900 in Mainz; † 8. Mai 1945 in Libau) war ein deutscher Politiker (NSDAP).

## Leben
Nach dem Besuch einer Höheren Schule trat der Offizierssohn Sunkel in das Königlich Preußische Kadettenkorps in Berlin-Lichterfelde ein und strebte dort eine Offizierslaufbahn an. Aufgrund der Bestimmungen des Versailler Vertrages (Reduzierung der Truppenstärke) musste er aber seinen Abschied nehmen. 1919 wurde er Freikorps-Mitglied und schloss sich dem Landesjägerkorps Märker an, mit dem er an den Straßenkämpfen in Berlin, Erfurt und Halle (Saale) teilnahm. Später war er als Fähnrich Mitglied des Freikorps Graf Dohna. 1920 holte er das Abitur nach. Im Anschluss an einen kurzen Auslandsaufenthalt studierte er Geschichte an den Universitäten in Greifswald, Kiel und Erlangen.
Sunkel trat 1922 in die NSDAP ein und nahm 1923 am Hitlerputsch teil. Nach dem Verbot der NSDAP trat er der Partei 1925 erneut bei. Zusammen mit Joachim Haupt gründete er Mitte der 1920er Jahre den Nationalsozialistischen Deutschen Studentenbund (NSDStB) in Kiel, wo er als Geschäftsführer und Schriftleiter der vom Vorstand der „Kieler Studentenschaft“ herausgegebenen Schleswig-Holsteinischen Hochschulblätter fungierte. Er war von 1927 bis 1928 Mitglied der NSDStB-Hochschulgruppe Kiel und danach in gleicher Funktion in Erlangen tätig. 1930 wurde er Kreisleiter des NSDStB in Berlin und gleichzeitig NSDStB-Organisationsleiter sowie Stellvertreter von Baldur von Schirach. Dessen Amtsführung lehnte Sunkel strikt ab. Zusammen mit Ernst Anrich wurde Sunkel zum Anführer einer NSDStB-internen Rebellion gegen Schirach. In der Folge sandte er eine entsprechende Denkschrift an Adolf Hitler. Die Auseinandersetzung endete mit dem Sieg Schirachs, der in diesem Konflikt auf Hitlers Unterstützung zurückgreifen konnte. Im März 1931 wurde Sunkel aus dem NS-Studentenbund ausgeschlossen.
Sunkel wurde 1931 NSDAP-Ortsgruppenleiter Kiel und war ab 15. Februar 1932 für kurze Zeit gleichzeitig NSDAP-Kreisleiter in Bordesholm (bis zur Auflösung des Kreises am 30. September 1932). 1932 wurde er in den Preußischen Landtag gewählt, dem er bis zur Auflösung der Körperschaft im Oktober 1933 angehörte.
Sunkel war seit 1933 Ministerialrat im Preußischen Ministerium für Wissenschaft, Kunst und Volksbildung und wurde nach der Gründung des Reichsministeriums für Wissenschaft, Erziehung und Volksbildung 1934 zum Ministerialdirektor ernannt. Von 1933 bis April 1936 war er persönlicher Referent (Adjutant) von Bernhard Rust. Außerdem war er bis 1936 Vizeinspekteur der NPEA (Landesverwaltung der Nationalpolitischen Erziehungsanstalten in Preußen). Sein geplanter Wechsel auf die Stelle des Kurators der Berliner Universität wurde von Hitler abgelehnt. Seine spätere Wiederverwendung im Öffentlichen Dienst scheiterte, nachdem entdeckt worden war, dass Sunkel eine jüdische Urgroßmutter hatte. Daraufhin schied er 1937 aus dem Staatsdienst aus und wurde in den Ruhestand versetzt.
Sunkel stieg bei der SA 1936 bis zum Oberführer auf. Nach Beginn des Zweiten Weltkrieges meldete er sich als Kriegsfreiwilliger zur Wehrmacht, wo er den Rang eines Oberleutnants erreichte. Am 8. Mai 1945 beging er in  Libau Suizid.